# Johann Wilhelm Preyer

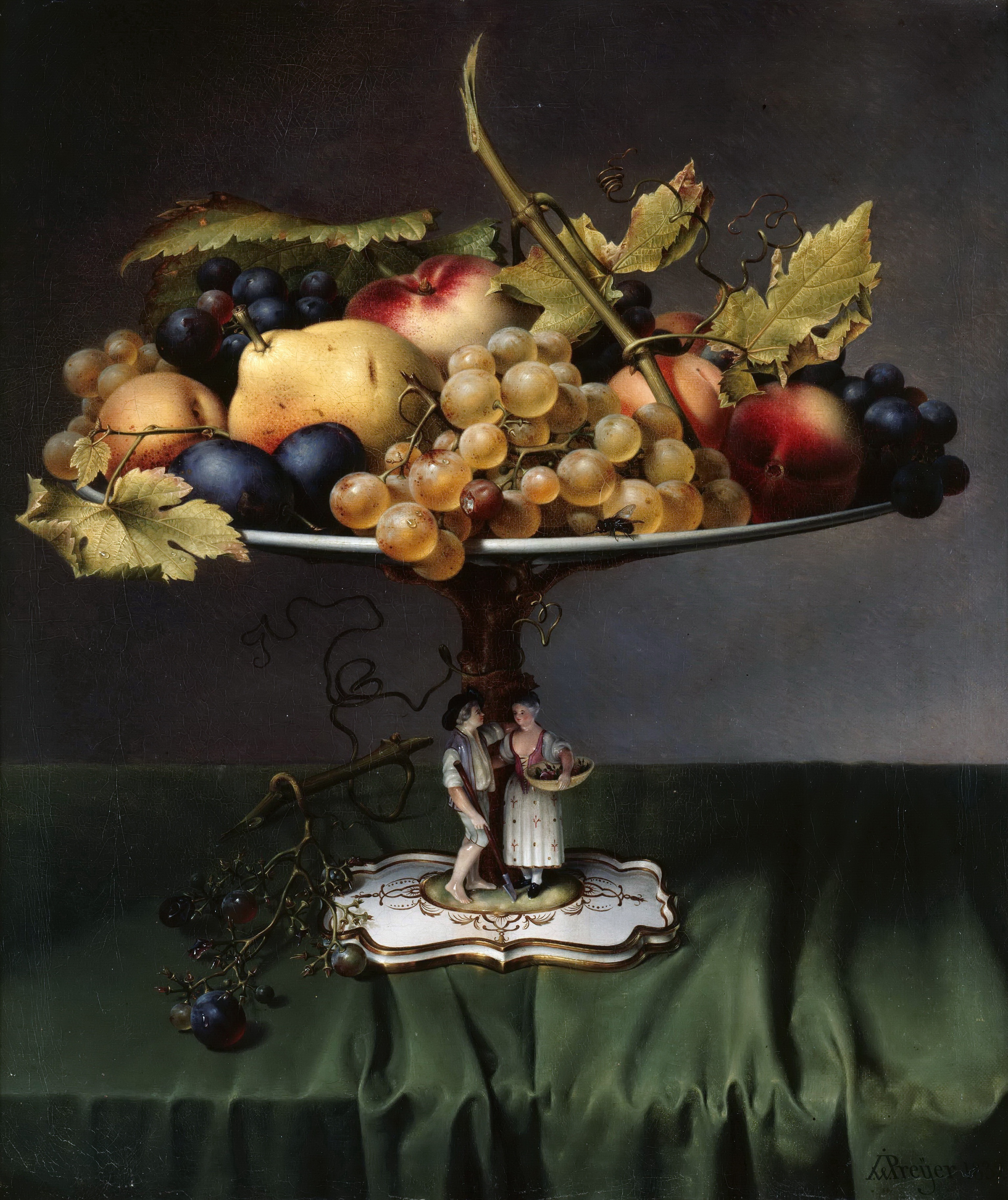
Porslinsskål med frukter.

Johann Wilhelm Preyer, född den 19 juli 1803 i Rheydt, död den 20 februari 1889 i Düsseldorf, var en tysk målare.
Preyer, som studerade i Düsseldorf, München och Nederländerna, var en mycket skicklig stillebenmålare. Preyer är representerad av ypperliga fruktstycken i Berlins nationalgalleri, Nya pinakoteket i München med flera tyska museer.